# Jodofenpropit
Jodofenpropit je histaminski antagonist koji se selektivno vezuje za histaminski H3 receptor. Njegov 125I radioobeležen oblik se koristi za mapiranje distribucije H3 receptora u telu.